# Carles el Jove
Carles el Jove (v. 772 – 4 de desembre de 811). Fou el segon fill de Carlemany i la seva segona esposa, Hildegarda. Quan Carlemany dividí l'Imperi entre els seus fills, designà Carles Rei dels Francs.
Carlemany va desheretar son fill major, Pipí el Geperut, mentre els germans més joves, Carloman (rebatejat com a Pipí) i Lluís el Pietós, reberen el Regne d'Itàlia i Aquitània respectivament.
La més gran preocupació de Carles, foren els Bretons, amb els quals feia frontera el seu Estat, i que es van rebel·lar almenys en dues ocasions, però també va haver de lluitar contra els saxons diverses vegades. No obstant això, son pare li va sobreviure i tot el seu regne va anar a les mans de son germà Lluís el Pietós, ja que Pipí també havia mort.
Al voltant del 789, Carlemany va proposar Offa de Mèrcia la boda de Carles el Jove amb sa filla Ælfflæd. Offa va contestar que la boda es podria realitzar si Berta, filla de Carlemany es casava amb son fill Egfrid. Carlemany es va sentir ofès i va tancar els ports de l'Imperi als vaixells britànics. Pocs anys després, en 796, Carlemany i Offa van firmar un tractat comercial, el primer conegut en anglès.
Son pare va associar Carles al govern de França i Saxònia en 790, i el va posar a la direcció del ducatus Cenomannicus (corresponent al posterior Ducat de Maine). Carles va ser coronat Rei del Francs a Roma el 25 de desembre de 800, el mateix dia que son pare va ser coronat Emperador.
El 4 de desembre de 811, a Baviera, Carles va morir inesperadament. No va deixar descendència.